# آرنول و سیمون گربن
آرنول و سیمون گربن (به فرانسوی: Arnoul et Simon Gréban) نویسنده، نمایش‌نامه نویس و متخصص الهیات قرن پانزدهم میلادی اهل فرانسه است.